# Fever (Kylie Minogue)
Fever è l'ottavo album della cantante australiana Kylie Minogue, pubblicato nel 2001.
Ha venduto fino ad ora circa 12 milioni di copie, risultando l'album di maggiore successo della Minogue, nonché quello che l'ha confermata a livello mondiale. Il suo successo è stato trainato dalla hit mondiale Can't Get You out of My Head, rimasto per settimane in vetta alle classifiche di moltissimi paesi del mondo, Italia compresa, da In Your Eyes, che segue il successo del predecessore, da Love at First Sight che riceve la nomination per "Miglior Brano Dance" e da Come into My World che vince l'anno successivo lo stesso premio.

## Descrizione
Il disco fa parte di un progetto dance, in cui l'album è prodotto esclusivamente su base elettronica, senza ballate. William Baker, migliore amico e direttore creativo della cantante, ha ammesso che l'album è ispirato ai film fantascientifici e soprattutto ai temi futuristici del noto Stanley Kubrick, creando nei videoclip situazioni paradossali (come nel video di Come Into My World) o situazioni al limite del verosimile (come il video di Can't Get You Out Of My Head), il tutto mescolato ai suoni elettropop degli anni '80. Le coreografie usate sono ispirate allo stile di Kraftwerk, mescolano elementi robotici a danze quasi tribali (come la danza in stile Tae Bo nel video di Love At First Sight). È l'album più famoso della cantante, aiutato dal pluripremiato singolo Can't Get You out of My Head, ha reso la cantante una diva di fama mondiale che le ha permesso di riprendere molti mercati in cui la cantante aveva perso le vendite con i precedenti dischi. L'album è stato sorretto da un imponente Tour chiamato appunto Fever Tour, che ha avuto vari riconoscimenti per le scenografie e coreografie usate, nonché il tutto esaurito, in quasi tutte le date.
Il disco ha avuto 3 diverse copertine: quella della versione euro-asiatica, quella della versione USA e quella della special-edition.
A causa di un errore della casa discografica molte edizioni del disco includevano una versione di Whenever You Feel Like It difettosa, e di un volume molto più basso del resto. Le versioni asiatiche sembrano essere immuni da questo difetto.

## Tracce

### Edizione standard e edizione speciale (CD 1)
1. More More More – 4:42 (Tommy D, Liz Winstanley)
2. Love at First Sight – 3:59 (Kylie Minogue, Richard Stannard, Julian Gallagher, Ash Howes, Martin Harrington)
3. Can't Get You out of My Head – 3:51 (Cathy Dennis, Rob Davis)
4. Fever – 3:31 (Greg Fitzgerald, Tom Nichols)
5. Give It to Me – 2:50 (Kylie Minogue, Mark Picchiotti, Steve Anderson)
6. Fragile – 3:46 (Kylie Minogue, Rob Davis)
7. Come into My World[26] – 4:31 (Cathy Dennis, Rob Davis)
8. In Your Eyes – 3:20 (Kylie Minogue, Richard Stannard, Julian Gallagher, Ash Howes)
9. Dancefloor – 3:25 (Kylie Minogue, Cathy Dennis, Steve Anderson)
10. Love Affair – 3:49 (Kylie Minogue, Richard Stannard, Julian Gallagher)
11. Your Love – 3:49 (Kylie Minogue, Pascal Gabriel, Paul Statham)
12. Burning Up – 3:59 (Greg Fitzgerald, Tom Nichols)

Bonus track per l'Australia
1. Tightrope – 4:27 (Kylie Minogue, Pascal Gabriel, Paul Steinberg)

Bonus track per il Giappone
1. Good Like That – 3:33 (Joe Belmaati, Mich Hansen, Kara DioGuardi)
2. Baby – 3:49 (Lars Aass, Botolf Loedemel, Liz Winstanley)
3. Burning Up – 3:59 (Greg Fitzgerald, Tom Nichols)

Bonus track per gli Stati Uniti
1. Boy – 3:47 (Kylie Minogue, Richard Stannard, Julian Gallagher)
2. Butterfly – 4:09 (Kylie Minogue, Steve Anderson) – originariamente facente parte dell'album Light Years

### Edizione speciale (CD 2)
1. Can't Get Blue Monday out of My Head – 4:03 (Cathy Dennis, Rob Davis, Bernard Sumner, Gillian Gilbert, Peter Hook, Stephen Morris)
2. Love at First Sight (The Scumfrog's Beauty & the Beast Vocal Edit) – 4:28 (Kylie Minogue, Richard Stannard, Julian Gallagher, Ash Howes, Martin Harrington)
3. Can't Get You out of My Head (Deluxe's Dirty Dub) – 6:52 (Cathy Dennis, Rob Davis)
4. In Your Eyes (Roger Sanchez Release the Dub Mix) – 7:18 (Kylie Minogue, Richard Stannard, Julian Gallagher, Ash Howes)
5. Love at First Sight (Ruff & Jam US Radio Mix) – 3:49 (Kylie Minogue, Richard Stannard, Julian Gallagher, Ash Howes, Martin Harrington)
6. Come Into My World (Fischerspooner Mix) – 4:20 (Cathy Dennis, Rob Davis)
7. Whenever You Feel Like It – 4:05 (Kylie Minogue, Billy Steinberg, Rick Nowels)

Bonus track per il Giappone
1. Tightrope – 4:29 (Kylie Minogue, Pascal Gabriel, Paul Steinberg)
2. Can't Get You Out of My Head (K&M's Mindprint Mix) – 6:35 (Cathy Dennis, Rob Davis)
3. In Your Eyes (Jean Jacques Smoothie Mix) – 6:21 (Kylie Minogue, Richard Stannard, Julian Gallagher, Ash Howes)

## Successo commerciale
L'album è stato commercializzato in Europa nel 2001 e nel 2002 in Australia e Stati Uniti, per le etichette Parlophone, Mushroom e Capitol. Ha venduto più di 7,5 milioni di copie mondiali solo nel 2001 e 2002.
Alla sua uscita l'album è andato al numero in più di venti paesi diversi, non contando tutti i paesi in cui è entrato nella Top 10 ed ha venduto quasi due milioni di copie solo in Inghilterra ed è rimasto per 75 settimane nella classifica australiana ottenendo ben 7 dischi di platino.
In Russia è stato certificato con lo status di Diamante per aver venduto più di 60 000 copie e la cantante è entrata nel record di prima artista non-russo femminile ad aver ottenuto tale certificazione.
In America l'album è stato certificato Platinum, vendendo complessivamente 1 500 000 copie.

## Classifiche

### Classifiche internazionali
| Paese           | Posizione |
| --------------- | --------- |
| Australia       | 1         |
| Argentina       | 10        |
| Austria         | 1         |
| Belgio          | 14        |
| Brasile         | 1         |
| Bulgaria        | 6         |
| Canada          | 10        |
| Cile            | 4         |
| Danimarca       | 4         |
| Europa          | 1         |
| Finlandia       | 20        |
| Francia         | 21        |
| Germania        | 1         |
| Grecia          | 1         |
| Hong Kong       | 1         |
| Ungheria        | 1         |
| Indonesia       | 1         |
| Irlanda         | 1         |
| Italia          | 6         |
| Israele         | 1         |
| Giappone        | 1         |
| Malaysia        | 1         |
| Messico         | 3         |
| Paesi Bassi     | 7         |
| Norvegia        | 4         |
| Nuova Zelanda   | 3         |
| Filippine       | 1         |
| Polonia         | 10        |
| Portogallo      | 4         |
| Repubblica Ceca | 13        |
| Russia          | 1         |
| Slovenia        | 1         |
| Sud Africa      | 1         |
| Sud Korea       | 1         |
| Spagna          | 9         |
| Svezia          | 10        |
| Svizzera        | 3         |
| Taiwan          | 1         |
| Thailandia      | 1         |
| Turchia         | 1         |
| U.K.            | 1         |
| U.S.A.          | 3         |
| Venezuela       | 10        |

### Classifiche di fine anno
- Uk Chart 2001 - numero 10[46]
- Uk Chart 2002 - numero 15[46]
- Italia Chart 2001 - numero 47[47]